# Fotografická cena vévody a vévodkyně z Yorku

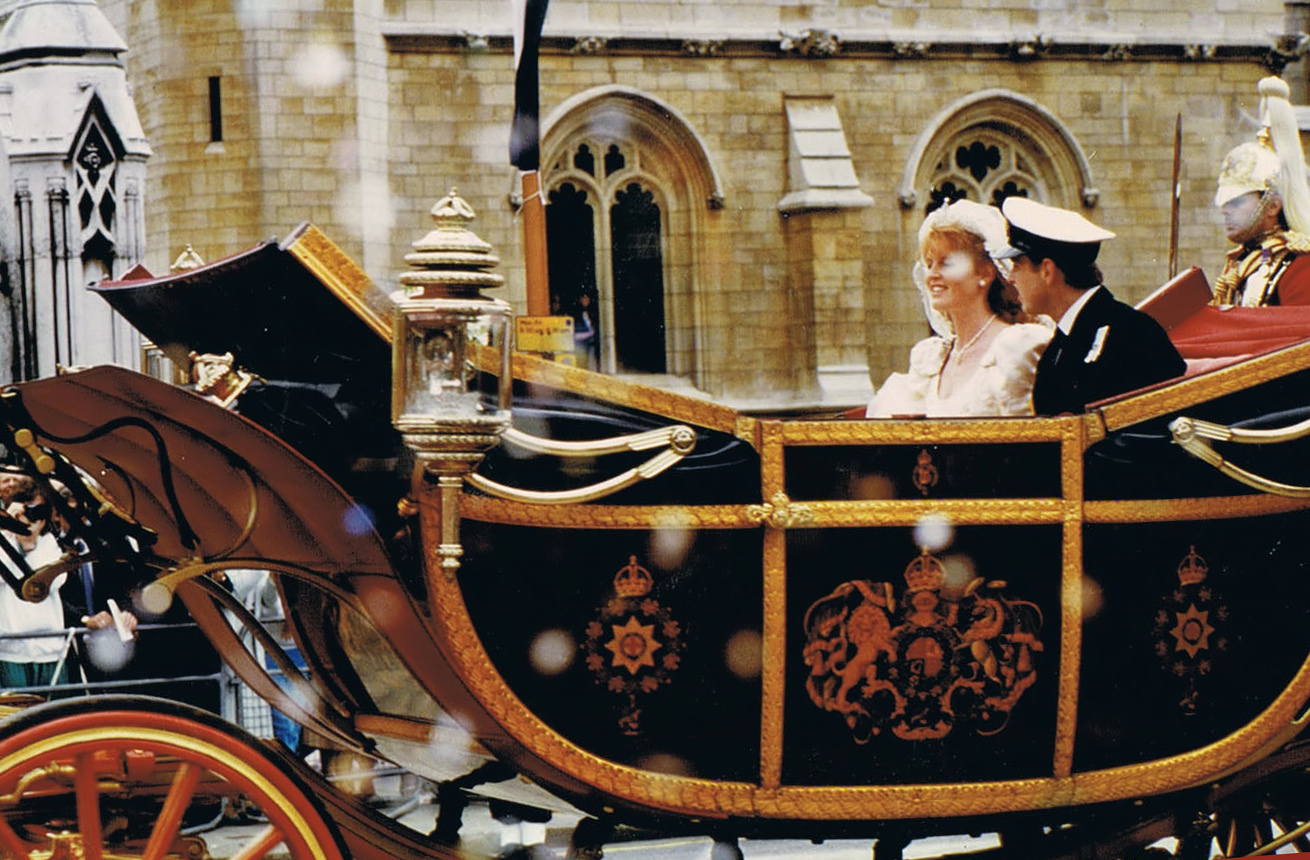
Vévoda a vévodkyně z Yorku ve svatební den, inspirace ocenění, 1986

Fotografická cena vévody a vévodkyně z Yorku (anglicky Duke and Duchess of York Prize in Photography, francouzsky Prix du duc et de la duchesse d'York en photographie je fotografické ocenění udělované každý rok v Kanadě. Cena je financována kanadskou vládou a byla založena v roce 1986 při příležitosti sňatku vévody Andrewa.
Toto ocenění je dotováno ve výši 8 000 dolarů koncilem Canada Council for the Arts a je udělováno profesionálnímu umělci za osobní tvůrčí práci či postgraduální studium fotografie.

## Seznam vítězů
- 1987 – Richard Baillargeon
- 1988 – Sorel Cohen
- 1989 – Rafael Goldchain
- 1990 – Pamela Harris
- 1991 – Douglas Clark
- 1992 – Mireille Baril
- 1993 – Stan Denniston
- 1994 – cena nebyla udělena
- 1995 – cena nebyla udělena
- 1996 – Clara Gutsche
- 1997 – Janieta Eyre
- 1998 – Jeffrey Thomas
- 1999 – Greg Staats
- 2000 – Kathryn Knight
- 2001 – Shari Hatt
- 2002 – Chantal Gervais
- 2003 – cena nebyla udělena
- 2004 – cena nebyla udělena
- 2005 – Karen Henderson
- 2006 – Karen Ostrom
- 2007 – Scott Walden
- 2008 – Catherine Bodmer
- 2009 – Donald Weber
- 2010 – Michel Campeau
- 2011 – Scott Conarroe (Keremeos, BC)
- 2012 – Laurie Kang
- 2013 – Althea Thauberger
- 2014 – David Miller
- 2015 – Vincent Lafrance
- 2016 – Chih-Chien Wang
- 2017 – Carol Sawyer[1]
- 2018 – Elaine Stocki (Los Angeles)
- 2019 – Isabelle Hayeurová (Rawdon, QC)
- 2020 – Dawit L. Petros
- 2021 – cena nebyla udělena
- 2022 – cena nebyla udělena
- 2023 – Pascal Grandmaison (Montréal, QC)
- 2024 –